# Liste des édifices labellisés « Patrimoine du XXe siècle » de la Mayenne
Cet article recense les édifices protégés au titre du Patrimoine du XXe siècle du département de la Mayenne, en France.

## Liste
| Monument                               | Commune         | Adresse                     | Coordonnées                        | Notice         | Protection        | Date | Illustration                           |
| -------------------------------------- | --------------- | --------------------------- | ---------------------------------- | -------------- | ----------------- | ---- | -------------------------------------- |
| Café de la Mairie                      | Château-Gontier | 24 place Paul-Doumer        | 47° 49′ 37″ nord, 0° 42′ 26″ ouest | « PA00109630 » | Inscrit MH (1990) | 1990 | Café de la Mairie                      |
| Bâtiment des bains-douches             | Laval           | 32-32bis quai Albert Goupil | 48° 04′ 01″ nord, 0° 46′ 09″ ouest | « PA53000035 » | Inscrit MH (2014) | 2014 | Bâtiment des bains-douches             |
| Couvent des Carmes déchaussés          | Laval           | 21 rue du Carmel            | 48° 04′ 53″ nord, 0° 45′ 50″ ouest | « ACR0001245 » |                   | 2003 | Couvent des Carmes déchaussés          |
| Archives départementales de la Mayenne | Laval           | 5 rue Ernest-Laurain        | 48° 04′ 23″ nord, 0° 45′ 32″ ouest | « ACR0001244 » |                   | 2011 | Archives départementales de la Mayenne |

### Sources
- [PDF] « Édifices ou ensembles labellisés « Patrimoine du XXe siècle » entre 2000 et 2015 », sur culturecommunication.gouv.fr, limité à 2015